# Episodi di Smallville (decima stagione)
La decima e ultima stagione della serie televisiva Smallville è stata trasmessa sul canale statunitense The CW dal 24 settembre 2010 al 13 maggio 2011. Allison Mack abbandona temporaneamente la serie dopo il primo episodio; tornerà nel dodicesimo per rimanere fino al quindicesimo, per poi ricomparire nell'episodio finale della serie, che è diviso in due parti.
In Italia è stato trasmesso in prima visione assoluta su Steel, canale di Mediaset Premium, dal 4 luglio 2011 al 21 novembre 2011. Successivamente la stagione è stata replicata in chiaro su Italia 1 dall'8 novembre al 7 dicembre 2012. 
Gli antagonisti principali della serie sono Darkseid e Lionel Luthor, proveniente dall'universo parallelo di Ultraman.
| nº    | Titolo originale | Titolo italiano   | Prima TV USA      | Prima TV Italia   |
| ----- | ---------------- | ----------------- | ----------------- | ----------------- |
| 1     | Lazarus          | Resurrezione      | 24 settembre 2010 | 4 luglio 2011     |
| 2     | Shield           | Scudo             | 1º ottobre 2010   | 11 luglio 2011    |
| 3     | Supergirl        | Supergirl         | 8 ottobre 2010    | 18 luglio 2011    |
| 4     | Homecoming       | La rimpatriata    | 15 ottobre 2010   | 25 luglio 2011    |
| 5     | Isis             | Iside             | 22 ottobre 2010   | 1º agosto 2011    |
| 6     | Harvest          | Il raccolto       | 29 ottobre 2010   | 8 agosto 2011     |
| 7     | Ambush           | L'imboscata       | 5 novembre 2010   | 15 agosto 2011    |
| 8     | Abandoned        | Abbandonata       | 12 novembre 2010  | 22 agosto 2011    |
| 9     | Patriot          | Patriota          | 19 novembre 2010  | 29 agosto 2011    |
| 10    | Luthor           | Luthor            | 3 dicembre 2010   | 5 settembre 2011  |
| 11    | Icarus           | Operazione Icaro  | 10 dicembre 2010  | 12 settembre 2011 |
| 12    | Collateral       | Danni collaterali | 4 febbraio 2011   | 19 settembre 2011 |
| 13    | Beacon           | Il faro           | 11 febbraio 2011  | 26 settembre 2011 |
| 14    | Masquerade       | Messinscena       | 18 febbraio 2011  | 3 ottobre 2011    |
| 15    | Fortune          | Casinò Fortune    | 25 febbraio 2011  | 10 ottobre 2011   |
| 16    | Scion            | Legami di sangue  | 4 marzo 2011      | 17 ottobre 2011   |
| 17    | Kent             | Kent              | 15 aprile 2011    | 24 ottobre 2011   |
| 18    | Booster          | Booster Gold      | 22 aprile 2011    | 31 ottobre 2011   |
| 19    | Dominion         | Dominio           | 29 aprile 2011    | 7 novembre 2011   |
| 20    | Prophecy         | La profezia       | 6 maggio 2011     | 14 novembre 2011  |
| 21/22 | Finale           | Finale            | 13 maggio 2011    | 21 novembre 2011  |

## Resurrezione
- Titolo originale: Lazarus
- Diretto da: Kevin Fair
- Scritto da: Don Whitehead e Holly Henderson

### Trama
Lois trova Clark dopo lo scontro con Zod; il reporter ha un'esperienza di pre morte nella quale chiede al padre di riportarlo in vita in modo da compiere il suo destino e affrontare la nuova minaccia che incombe sulla Terra, la più grave mai verificatasi. Lois estrae dal suo corpo il pugnale di kryptonite blu e si allontana prima che si risvegli, vedendolo poi usare i suoi poteri. Chloe trova il videomessaggio di Oliver e si incontra con Clark alla Watchtower e questi le rivela di aver visto anche Lex nella sua visione. Clark si reca al Planet, dove incontra Lois, per cercare informazioni sui laboratori nascosti di Lex mentre Chloe indossa l'elmo di Nabu per scoprire dove si trovi Oliver. Questi è tenuto prigioniero e torturato da un uomo che cerca di conoscere il suo legame con la "macchia". Tess si sveglia in perfetta salute ai laboratori Cadmus; qui vi trova un bambino, Alexander, che le spiega che lui e tutti gli altri esseri presenti sono cloni di Lex. La donna libera inavvertitamente un clone malvagio del miliardario, che la attacca. Il dottor Hamilton e Clark svegliano Chloe: la ragazza, allora, indirizza Clark ai laboratori Cadmus. Lois, alla fattoria, trova il costume che Martha ha realizzato per Clark ma viene attaccata dal clone di Lex. Clark arriva ai laboratori e salva Tess, che gli spiega tutto. Il clone porta Lois nello stesso campo in cui Lex salvò Clark per la prima volta, per poi dare tutto alle fiamme; l'essere rivela a Clark di aver piazzato una bomba al Planet e che dovrà scegliere tra salvare i cittadini o Lois. Il clone muore e Clark salva prima Lois e poi i cittadini; tornato a casa viene teletrasportato alla Fortezza, dove Jor-El gli dice che non sarà mai l'eroe della Terra per via dell'oscurità nel suo animo e che non è stato lui a salvarlo. Tess porta Alexander alla tenuta Luthor, Oliver viene scambiato con Chloe e Lois raggiunge l'Africa per lavorare con Perry White, informando Clark con una lettera. Il giovane Kent vede suo padre Jonathan, che dopo averlo confortato lo mette in guardia dall'oscurità in arrivo: questa si palesa in una nube di fumo nero vicino all'altare del libro di Rao mentre il costume di Clark realizzato da Martha si trova in una teca di ghiaccio alla Fortezza.
- Altri interpreti: Terence Stamp (voce di Jor-El), John Schneider (Jonathan Kent), Mackenzie Gray (Clone di Lex), Alessandro Juliani (Dr. Emil Hamilton), Ted Whittall (Rapitore di Oliver), Jakob Davis (Alexander).

## Scudo
- Titolo originale: Shield
- Diretto da: Glen Winter
- Scritto da: Jordan Hawley

### Trama
Lois, in Egitto per scrivere un articolo sul ritrovamento della tomba di Iside, incontra Carter Hall. Al Planet Clark conosce la sostituta di Lois, nonché sua nuova partner, Cat Grant. Oliver chiede aiuto a Tess per ritrovare Chloe: la miliardaria confessa di considerarlo il suo unico amore nonché di aver aiutato la ragazza a sparire. Carter informa Clark che Lois sta bene e i due cominciano a parlare dei rispettivi rapporti d'amore. Clark e Cat vengono attaccati da un cecchino; il giovane Kent la manda nell'appartamento al Talon e Oliver le ruba il cellulare. Clark e Tess scoprono il passato di Cat e che l'attentatore è un ricercato a livello mondiale chiamato dalla Checkmate Deadshot. Tess informa Clark che era lui l'obbiettivo di quest'ultimo e riesce a salvare Cat dal cecchino, venendo però marchiato così come Carter. Oliver ritrova il suo rapitore: questi lo marchia e gli dice che Chloe è morta per salvarlo. Oliver spiega poi a Clark che Chloe ha simulato la sua morte e che è necessario un cambiamento nel loro modo di agire come eroi. Il rapitore di Oliver e Bette reclutano Deadshot nella squadra suicida mentre Clark sfoggia una nuova divisa della "macchia".
- Altri interpreti: Keri Lynn Pratt (Cat Grant), Bradley Stryker (Floyd Lawton/Deadshot), Jessica Parker Kennedy (Bette Sans Souci/Plastique), Ted Whittall (Rick Flag), Michael Shanks (Carter Hall/Hawkman), Sahar Biniaz (Shayera).

## Supergirl
- Diretto da: Mairzee Almas
- Scritto da: Anne Cofell Saunders

### Trama
L'entità oscura, appena giunta sulla Terra, si impossessa di Gordon Godfrey, un conduttore radiofonico contrario alla presenza degli alieni sulla Terra. Tre settimane dopo l'uomo pubblica un libro in cui ribadisce le sue tesi anti-vigilanti: durante la presentazione si verifica però un incidente, ma Kara risolve la situazione mostrando pubblicamente i suoi poteri. Clark la incontra e Kara gli rivela che Jor-El le ha affidato l'incarico di sconfiggere l'entità dopo averlo ripudiato come figlio. Lois incontra Godfrey, che le dice che il giorno dopo rivelerà al mondo la vera identità di Freccia Verde; la reporter si precipita allora da Oliver per avvertirlo, ma questi si mostra deciso a lasciare che l'uomo divulghi il suo segreto. Kara e Clark hanno un piccolo diverbio, a seguito del quale il reporter tenta di imparare a volare con la cugina con scarso successo; parlando ancora con lei Clark capisce come ha fatto l'entità a raggiungere la Terra, mentre Kara gli spiega i poteri dell'essere e la necessità che Clark rimanga fedele ai suoi principi. Lois segue Godfrey in un club sadomaso, il Club Desaad, e riesce a fotografarlo; l'entità però si risveglia e rapisce la reporter. Clark e Kara, alla Watchtower, scoprono che l'entità si trova nel corpo di Godfrey e che Lois è in pericolo; Clark tenta di fermare l'uomo ma l'entità avverte le incertezze del kryptoniano e tenta di impossessarsene, venendo però cacciata da Kara, che poi aiuta Clark a salvare Lois. Oliver, infine, decide di rivelare al mondo la sua identità segreta in modo da smentire le voci sui vigilanti.
- Altri interpreti: Laura Vandervoort (Kara Zor-El/Supergirl), Michael Daingerfield (Gordon Godfrey).

## La rimpatriata
- Titolo originale: Homecoming
- Diretto da: Jeannot Szwarc
- Scritto da: Brian Peterson e Kelly Souders

### Trama
Lois convince Clark a partecipare alla rimpatriata della loro classe dello Smallville High. Alla festa Clark avvista sia Greg Arkin, il ragazzo degli insetti, che Brainiac, ora membro della Legione dopo essere stato "curato" e divenuto Brainiac 5; questi lo conduce nel passato, mostrandogli la causa della morte di Jonathan, e nel presente, facendogli vedere il bisogno d'aiuto di Oliver e Lois. Vedendo Greg che avvicina Lois, Clark tenta di intervenire ma l'anello lo manda nel futuro, dove incontra al Planet la Lois e il sé stesso di quell'anno. Tornato nel presente, Clark capisce di doversi lasciare alle spalle il passato e non temere il futuro: Greg dice a Lois di ringraziarlo per l'aiuto che gli ha dato, mentre successivamente Clark visita la tomba del padre e Oliver. Infine Clark e Lois ballano insieme al fienile e dopo essersi confessato l'amore reciproco il giovane Kent comincia a levitare.
- Altri interpreti: James Marsters (Brainiac 5), Chad E. Donella (Greg Arkin).

## Iside
- Titolo originale: Isis
- Diretto da: James Marshall
- Scritto da: Genevieve Sparling

### Trama
Oliver e Adrianna, curatrice del Metropolis Museum, coordinano la prima serata pubblica del miliardario nelle vesti di Freccia Verde quando scoprono che il medaglione di Iside, un oggetto rarissimo e maledetto, è stato rubato. Lois, che ne è in possesso, lo indossa poco prima che Clark le riveli di essere la "macchia": la ragazza viene però posseduta dalla dea egizia e si mette alla ricerca degli altri tesori di Iside. Clark informa Oliver sulla situazione e questi gli narra il mito che circonda Iside e il suo sposo Osiride; il giovane Kent salva poi Cat dalla dea. Tess continua a vegliare su Alexander mentre Cat le rivela di credere che Lois sia la "macchia"; la donna successivamente comincia a collaborare con Oliver e Clark per fermare Iside. Questa aveva deciso di trasferire il cuore di Osiride nel corpo di Clark.Cat viene coinvolta ma Oliver la salva.Clark e Oliver riescono a fermare la dea surriscaldando il medaglione di Iside e propongono a Tess di sostituire Chloe come Watchtower. Clark infine confessa a Lois di essere la "macchia" e questa rivela di averlo già saputo.
- Altri interpreti: Keri Lynn Pratt (Cat Grant), Erica Cerra (Adrianna), Jakob Davies (Alexander).

## Il raccolto
- Titolo originale: Harvest
- Diretto da: Turi Meyer
- Scritto da: Al Septien e Turi Meyer

### Trama
Lois e Clark fanno una gita fuori porta ma bucano le ruote; vengono soccorsi da una ragazzina, Charlotte, che si propone di fare compagnia a Lois mentre Clark va in città per cercare una ruota nuova. Al suo ritorno, però, Lois ha seguito Charlotte al suo villaggio. Alexander cresce molto velocemente e Tess si rivolge alla dottoressa Lamell per fermare tale processo: durante il suo compleanno il ragazzino ha un attacco dopo aver disegnato il simbolo degli El. Clark tenta di raggiungere Lois dopo aver incontrato un agente, ma questi, dopo averlo portato vicino ad una fonte con della kryptonite blu, lo rapisce. Alexander dice a Tess che il simbolo che ha disegnato è quello di un uomo che lo tormenta nei suoi incubi, chiudendola poi a chiave nella stanza. Lois scopre la storia del villaggio nonché di essere la prossima vittima per la festa del raccolto. Tess ritrova Alexander alla fattoria: il ragazzino mostra di possedere i ricordi di Lex e, nonostante le richieste della donna, li accetta come suoi. Clark e Lois, anche se con qualche difficoltà, riescono a fuggire. Tess decide di sospendere le ricerche per salvare Alexander, che si rivela essere non un semplice clone ma Lex stesso. Clark e Lois passano la notte insieme mentre Lex si rade i capelli.
- Guest star: Connor Stanhope (Alexander), Bella King (Charlotte Cavanagh), Lexa Doing (dottoressa Christina Lamell), Sandy Robson (Ellis), Ron Lea (Joshua Cavanagh), Merrilyn Gann (Ruth Cavanagh).

## L'imboscata
- Titolo originale: Ambush
- Diretto da: Christopher Petry
- Scritto da: Don Whitehead e Holly Henderson

### Trama
Lois e Clark vengono raggiunti dal generale Lane e da Lucy; il padre di Lois, iperprotettivo come sempre, è uno dei principali sostenitori della legge sulla registrazione dei vigilanti, al vaglio del Congresso. Oliver e Tess scoprono il tatuaggio sottocutaneo che Rick Flag, capo della nuova Suicide squad, ha lasciato sul primo. Il generale Lane è sempre più sospettoso nei confronti di Clark e ordina ai suoi uomini di fare delle ricerche su di lui. Clark e Oliver scoprono che anche il primo è tatuato; successivamente Lucy bacia Clark e questi discute con Lois sul comportamento di suo padre. Lucy viene avvicinata da Rick Flag, che fingendosi un marine la convince a consegnare al padre un pacco e a mettergli addosso un localizzatore. Il generale mostra a Clark il contenuto del pacco (delle foto che ritraggono lui e Kara) e i Lane lasciano la fattoria; Flag, usando il localizzatore, lancia un missile contro di loro, ma lui, nelle vesti della "macchia", salva Lois. Clark e Oliver rintracciano Flag ma questi, grazie a un suo sottoposto capace di teletrasportarsi, fugge. Oliver, che comincia a fidarsi di Tess, le rivela che lascerà la Watchtower in modo da tutelare le identità degli altri eroi mentre Clark ottiene la benedizione del generale Lane. La legge sulla registrazione dei mutanti diventa ufficiale e Rick Flag passa al contrattacco.
- Altri interpreti: Michael Ironside (Generale Sam Lane), Peyton List (Lucy Lane), Ted Whittall (Rick Flag), Elias Toufexis (Emil LaSalle).

## Abbandonata
- Titolo originale: Abandoned
- Diretto da: Kevin Fair
- Scritto da: Drew Landis e Julia Swift

### Trama
Tess ha un incubo nel quale si trova bambina in un edificio e una donna la trascina con sé; al suo risveglio trova in casa lo stesso carillon della visione. Lois riceve dal padre uno scatolone con degli oggetti appartenenti alla moglie. Clark incontra Tess alla Watchtower e la aiuta a svelare il mistero del carillon: la donna del sogno è la direttrice di un orfanotrofio, chiamata "Nonnina", che possiede dei poteri. Lois trova una videocassetta della madre mentre Clark e Tess arrivano all'orfanotrofio, dove anche la miliardaria fu ospitata; il reporter scopre quindi che la direttrice della struttura cancella i ricordi delle bambine qui ospitate e le trasforma in guerriere. Clark, a causa della kryptonite presente, viene quindi imprigionato proprio da alcune di esse mentre la "nonnina" mostra a Tess le prove della sua permanenza nell'istituto. La donna le dice inoltre di essere stata lei a salvarla dopo l'incidente con Zod e la rinchiude prima che possa salvare Clark. Tess riesce ad evadere ma incontra alcune guerriere mentre Lois arriva alla Fortezza. Clark riesce a liberarsi dalla "nonnina", che voleva cancellare i suoi ricordi, e salva Tess, per poi raggiungere Lois alla Fortezza: qui, dopo averla liberata, vede l'ultimo amorevole videomessaggio dei suoi genitori. La "nonnina", Godfrey e Desaad, gestore del club omonimo, si riuniscono come la "empia triade" dell'entità oscura, Darkseid. Clark è deciso a chiedere a Lois di sposarlo mentre Tess scopre il suo vero nome, Lutessa Lena Luthor, figlia di Lionel e Pamela Jenkins.
- Altri interpreti: Teri Hatcher (Ella Lane), Julian Sands (Jor-El), Helen Slater (Lara-El), Christine Willes (Nonnina), Michael Daingerfield (Gordon Godfrey), Steve Byers (Desaad).

## Patriota
- Titolo originale: Patriot
- Diretto da: Tom Welling
- Scritto da: John Chisholm

### Trama
Il generale Slade Wilson tenta di convincere altri importanti membri delle forze armate a collaborare a un colpo di stato contro i vigilanti, mentre Arthur Curry e sua moglie Mera distruggono una piattaforma offshore. Hamilton riesce a rimuovere il tatuaggio della Suicide Squad di Clark mentre Oliver, giunto alla Watchtower, viene informato sull'ultimo attacco ambientalista di AC e decide di registrarsi come vigilante per scoprire cosa succede a chi lo fa. Clark raggiunge Arthur e Mera, che lo informano del vero scopo della legge di registrazione, mentre Lois incontra Wilson, convincendolo ad inserirla nel progetto. Oliver firma la registrazione ma rifiutandosi di convincere gli altri vigilanti a fare altrettanto viene incarcerato da Wilson assieme a AC. Mera, Lois, Tess e Clark riescono a salvarli, e quest'ultimo nota la lettera Omega incisa nel cranio del militare. Clark, alla Watchtower, spiega infine a Lois, Tess e Oliver i poteri dell'entità, mentre Wilson si risveglia in un laboratorio con una benda di metallo sull'occhio.
- Altri interpreti: Alan Ritchson (Arthur Curry/Aquaman), Michael Hogan (Slade Wilson), Alessandro Juliani (Dr. Emil Hamilton), Elena Satine (Mera).

## Luthor
- Diretto da: Kelly Souders
- Scritto da: Bryan Q. Miller

### Trama
Tess riceve un lascito testamentario di Lionel; Clark la convoca ai laboratori Cadmus e qui scopre che la donna sta aiutando l'ultimo clone di Lex a sopravvivere. Clark trova nella borsa di Tess l'oggetto, una reliquia kryptoniana, che una volta attivato lo spedisce in un'altra dimensione. Risvegliatosi rimane molto sorpreso nel vedere Lionel vivo, per poi scoprire di essere in un mondo parallelo, dove è stato adottato da lui e semina il panico a Metropolis nei panni di "Ultraman". Clark convince Lois, che è fidanzata con Oliver, del fatto che sia buono ma Oliver lo attacca a Watchtower. Lionel dopo averlo salvato, inizia poi a picchiarlo, affermando che non sia un vero Luthor. Clark riesce ad attivare la scatola specchio e torna nel suo mondo, per poi rispedire nell'altro la sua controparte. Clark va da Tess a consolarla, dicendole che sebbene sia una Luthor non deve preoccuparsi di cadere nelle tenebre. Il giorno dopo, a Metropolis, si vede Lionel Luthor che legge delle imprese della “macchia” sul giornale, dimostrando di aver seguito Clark nel suo mondo. 
- Altri interpreti: John Glover (Lionel Luthor).

## Operazione Icaro
- Titolo originale: Icarus
- Diretto da: Mairzee Almas
- Scritto da: Genevieve Sparling

### Trama
Clark chiede a Lois di sposarlo e la reporter accetta. Dopo la festa organizzata per i due alla Watchtower, Oliver tenta di fermare una rapina ma le persone che assistono, riconoscendolo come fuorilegge, lo attaccano, per poi venir salvato da Courtney e Carter. Tess e Emil vengono condotti via dagli uomini del governo, mentre il gruppo di eroi decide di fermarsi finché l'ondata anti-vigilanti guidata da Slade Wilson non si placherà; successivamente anche Lois e Cat vengono interrogate. Clark, Carter e Oliver si infiltrano nell'ufficio di Wilson e si accordano sulla necessità di fermare l'entità oscura mentre Lois convince Cat a passare dalla parte degli eroi: la donna allora le rivela il nuovo piano di Wilson. Clark libera Emil e Tess mentre Lois viene intercettata da Wilson nell'ufficio di Oliver: Carter comincia allora a combattere con il generale, che riesce a ferirlo mortalmente ma non a impedirgli di salvare la reporter. Clark spedisce poi Wilson nella Dimensione Fantasma col cristallo del padre e assiste agli ultimi momenti di Hawkman, che viene sepolto dai suoi amici accanto alla tomba di sua moglie. Durante la cerimonia, tuttavia, un oggetto di forma piramidale, emerge dal terreno e fa svenire tutti i presenti.
- Altri interpreti: Michael Shanks (Carter Hall/Hawkman), Britt Irvin (Courtney Whitmore/Stargirl), Michael Hogan (Slade Wilson), Alessandro Juliani (Dr. Emil Hamilton), Keri Lynn Pratt (Cat Grant), Alaina Huffman (Dinah Lance/Black Canary), Lori Ann Triolo (Tenente Trotter), Kyle Gallner (Impulse).

## Danni collaterali
- Titolo originale: Collateral
- Diretto da: Morgan Beggs
- Scritto da: Jordan Hawley

### Trama
Clark torna da Lois e le spiega che al funerale di Carter sono stati rapiti dalla LRV; il giovane Kent ha perso i suoi poteri e, in un flashback, vede Chloe compiere degli esperimenti su di lui, cosa che succede anche a Oliver. Clark incontra Dinah alla Watchtower, anche lei priva di poteri e con le visioni su Chloe; successivamente il reporter visita Oliver, imprigionato e in stato confusionale. Non appena Clark se ne va, Chloe appare nella cella del miliardario: questa allora gli rivela che tutti gli eroi sono collegati ad un computer e che stanno vivendo in una realtà virtuale, per poi aiutarlo ad evadere. Clark e Lois incontrano Dinah al Planet: la donna mostra loro le immagini della fuga di Oliver, dicendo loro di non fidarsi più di Chloe, mentre lui si incontra proprio con questa e Oliver sul tetto: la ragazza gli chiede di fidarsi e fuggire con loro, ma il giovane Kent non si fida. Oliver e Chloe si svegliano e incontrano Flag e Deadshot; la ragazza salva poi Dinah, mentre nella realtà virtuale Clark e Lois si incontrano. Gli uomini della ARV prendono possesso dell'alter ego virtuale di Chloe, ma gli eroi risolvono la situazione e Clark e Lois ritornano nel mondo reale. Clark comincia a fidarsi di nuovo di Chloe, che nel frattempo torna da Oliver.
- Altri interpreti: Alaina Huffman (Dinah Lance/Black Canary), Ted Whittall (Rick Flag), Bradley Stryker (Floyd Lawton/Deadshot).

## Il faro
- Titolo originale: Beacon
- Diretto da: Mike Rohl
- Scritto da: Don Whitehead e Holly Henderson

### Trama
Tess viene accusata da Lois di star screditando i vigilanti, ma la Mercer non ne sa nulla. Andando nel suo ufficio, vi trova Lionel che sta facendo credere al mondo di aver solo finto la sua morte e afferma di voler sapere dove si trova il clone bambino di Lex, Alexander. Chloe mostra a Oliver dei video di sostenitori degli eroi mentre Lois e Clark guardano in tv l'intervento di Martha a favore dell'abrogazione della LRV. La donna viene leggermente ferita e Clark si precipita da lei: Martha dice allora al figlio di essere pronta a sacrificarsi per lui, ma Clark non è d'accordo nel perdere anche lei. Questi e Oliver scoprono che il vero bersaglio dell'attentato a Martha era il reporter mentre Lionel trova Alexander, scoprendo che è lui l'attentatore di Martha e accettando la sua proposta di uccidere Clark. Questi informa Oliver che l'attentatore potrebbe essere Alexander, che il miliardario incontra assieme al padre nel suo ufficio alla LuthorCorp., ora sotto il controllo di Lionel. Clark, Oliver e Tess decidono il da farsi e il reporter si reca alla Fortezza. Martha va da Lionel intimandogli di lasciare in pace Clark ma Alexander malmena entrambi. Il giovane Luthor si reca poi alla fattoria, dove minaccia Clark e Tess, ma questa riesce a convincerlo e Clark salva Lionel e Martha. Lois e Chloe mostrano a Clark un video in cui delle persone ringraziano la "macchia" per quanto fa, mentre la LRV viene abrogata. Alexander dice a Tess di stare male e la donna scopre che il ragazzo ha dei poteri.
- Altri interpreti: John Glover (Lionel Luthor), Annette O'Toole (Martha Kent), Lucas Grabeel (Alexander).

## Messinscena
- Titolo originale: Masquerade
- Diretto da: Tim Scanlan
- Scritto da: Bryan Q. Miller

### Trama
Lois suggerisce a Clark di trovare un travestimento migliore di quello della "macchia". Chloe e Oliver passano una serata in un club fingendosi un'altra coppia, i Jones; il miliardario riceve una telefonata dalla donna che aveva prenotato al posto loro, questa ma viene uccisa da Desaad, che avvisa Oliver che il marito di questa sarà il prossimo. Clark comincia a indagare sull'omicidio scoperto da Oliver mentre questi e Chloe vengono rapiti; dopo essersi liberati dei rapitori i due scoprono che i Jones erano degli agenti dell'FBI nonché delle radiografie di crani marchiati con l'Omega. Chloe e Oliver arrivano al club di Desaad, ma questi rapisce la ragazza mentre Clark confessa a Lois i suoi sospetti sul medico legale del caso (Desaad stesso). Chloe resiste alle tentazioni di Desaad e Clark la salva, fermando poi Oliver dal cedere alle tentazioni del profeta di Darkseid. Clark decide di usare come travestimento l'immagine che di lui hanno tutti mentre Oliver, che ormai è fidanzato con Chloe, ha il marchio dell'Omega.
- Altri interpreti: Steve Byers (Desaad).

## Casinò Fortune
- Titolo originale: Fortune
- Diretto da: Christopher Petry
- Scritto da: Anne Cofell Saunders

### Trama
Clark, Lois e i loro amici passano la serata insieme per festeggiare l'addio al celibato/nubilato della coppia. Clark, al suo risveglio il giorno dopo, trova casa sua devastata e non ricorda nulla della sera precedente: trovata Chloe i due cominciano a ricostruire cosa è successo, scoprendo che tutto è stato causato da una bottiglia di champagne stregata regalata ai futuri sposi da Zatanna. Clark, Chloe e Tess si mettono alla ricerca di Emil, rapito da alcuni uomini cui è stato rubato un ricco bottino, mentre Lois e Oliver si recano al casinò "Fortune", gestito proprio dal rapitore di Emil, Amos Fortune, per recuperare l'anello di Lois. Chloe e Clark arrivano infine al casinò e salvano Emil, Oliver e Lois. Inoltre, Cloe e Oliver scopriranno, grazie ad un certificato, di essersi sposati durante la festa.
- Altri interpreti: Alessandro Juliani (Dr. Emil Hamilton), James Kidnie (Amos Fortune).

## Legami di sangue
- Titolo originale: Scion
- Diretto da: Christopher Petry
- Scritto da: Anne Cofell Saunders

### Trama
Tess informa Clark che Alexander, al quale sono stati tolti i ricordi di Lex, possiede sia il DNA del miliardario che il suo; la donna chiede quindi al reporter di fare da mentore al giovane. Lionel e Tess si incontrano ai laboratori Cadmus e la donna mostra al padre gli ultimi resti di Lex. Alla fattoria Clark comincia a insegnare a Alexander, chiamato ora Conner, a usare i suoi poteri, riuscendo poi a convincere Lois della bontà del ragazzo; Tess successivamente la informa che Lionel è sulle tracce del clone del figlio e le chiede di convincere Clark a liberarsi di Lionel. Clark crede che anche questo Lionel si possa ravvedere e non vuole fargli del male. Conner, dopo aver scoperto che possiede anche il DNA di Lex, fugge e si incontra con Lionel, che gli dà un anello di kryptonite rossa e lo convince ad unirsi a lui; i due si recano dove Lois è tenuta prigioniera da Lionel, che l'ha scoperta nel suo ufficio, ma una volta scoperta la verità sull'uomo Conner e Lois fuggono. Poco dopo Clark ha un confronto con Lionel, in cui i due si rinfacciano la responsabilità per la corruzione di Conner e Lex. Nel frattempo, Conner  tenta di convincere la reporter a passare la vita insieme: Clark li raggiunge e distrugge l'anello, e successivamente Conner caccia Lionel. Questi viene poi escluso dalla LuthorCorp da Tess, che riesce anche a renderlo rintracciabile, mentre Clark comunica a Conner di averlo adottato. Lionel, infine, viene avvicinato da Darkseid alla tomba di Lex.
- Altri interpreti: John Glover (Lionel Luthor), Lucas Grabeel (Alexander Luthor/Conner Kent), Lexa Doig (Dr. Christina Lamell).

## Kent
- Diretto da: Jeannot Szwarc
- Scritto da: Brian Peterson e Kelly Souders

### Trama
Martha informa Clark che Conner, a Washington con lei, sta bene e gli regala, come dono di nozze, la fattoria, alla quale si materializza Clark Luthor. Questi riesce a spedire Clark nella sua dimensione per poi distruggere la scatola a specchio. Dopo varie peripezie Emil e Lois riportano indietro Clark aggiustando la scatola a specchio di questa dimensione (che il reporter credeva di aver distrutto ma che Emil e Chloe hanno salvato); il giovane Kent salva Tess dalla sua controparte e redime quest'ultimo, convincendolo a seguire Jor-El nella Fortezza della sua dimensione, dove viene riportato dalla Fortezza. Emil informa Tess che l'ennesima forma di kryptonite di cui Clark ha scoperto l'esistenza, quella dorata, ha il potere di togliergli per sempre i suoi poteri.
- Altri interpreti: John Schneider (Jonathan Kent), Alessandro Juliani (Dr. Emil Hamilton).

## Booster Gold
- Titolo originale: Booster
- Diretto da: Tom Welling
- Scritto da: Geoff Johns

### Trama
Lois tenta di aiutare Clark a sviluppare il suo lato imbranato in modo da coprire meglio la sua identità segreta; i due assistono al salvataggio di un ragazzo da parte di Booster Gold, un supereroe molto interessato alla notorietà. Il ragazzo, Jaime Reyes, ha un carattere timido e impacciato, e dopo il salvataggio uno strano scarabeo entra nel suo corpo. Clark scopre che nell'incidente a causa del quale ha conosciuto Booster Gold è andata perduta una terribile arma aliena delle industrie Kord: l'arma, lo scarabeo, si attiva e riveste Jaime di un'armatura molto pericolosa. Booster si mette in contatto con Clark, di cui conosce l'identità segreta: il reporter scopre allora che Booster viene dal futuro e che vuole prenderne il posto come paladino di Metropolis. Jaime attacca il luogo dove si svolgono le prove della consegna delle chiavi della città a Booster Gold: Clark salva Cat mentre l'eroe proveniente dal futuro riesce a spingere Jaime a controllare l'armatura sotto gli occhi della "macchia". Booster racconta la sua storia a Clark, che lo convince ad essere il mentore di Jaime. Lois ottiene la promozione che tanto voleva e Cat la sostituisce come partner di Clark.
- Altri interpreti: Eric Martsolf (Booster Gold), Jaden Brandt Bartlett (Jamie Reyes/Blue Beetle), Keri Lynn Pratt (Cat Grant), Sebastian Spence (Ted Kord), Ross Douglas (Skeets, voce).

## Dominio
- Titolo originale: Dominion
- Diretto da: Justin Hartley
- Scritto da: John Chisholm

### Trama
Clark e Lois si trasferiscono nel nuovo appartamento dopo la vendita della fattoria. Tess comunica loro che Slade Wilson è uscito dalla Dimensione Fantasma e Clark vi si reca per controllare la situazione, venendo seguito contro la sua volontà da Oliver. I due scoprono che il cristallo necessario per tornare sulla Terra è stato rubato e poi vengono attaccati da alcuni zoner; questi li portano al cospetto di Zod, confinato lì dagli altri kandoriani e riunitosi con il suo originale precedentemente incarcerato da Clark, che gli dice di aver rubato lui il cristallo grazie al sangue di Clark nelle sue vene. Oliver e Lois scoprono che Tess e Clark hanno stabilito, come rimedio per evitare un'altra fuga di zoners, di distruggere il cristallo entro un dato arco di tempo; il miliardario viene nel frattempo avvicinato da Zod, che gli dice di essere diventato il dominatore della Dimensione Fantasma grazie a Darkseid (in cambio della vita di Clark) e gli propone di unirsi a lui abbracciando la forza oscura. Clark e Oliver successivamente riescono ad evadere e il primo distrugge il cristallo; tornato a casa scopre di essere stato via per tre settimane e che di lì e due giorni si terrà il matrimonio. Tess e Oliver scoprono, grazie anche alle ricerche di Carter, dove si trova l'arco di Orione, l'arma con cui Darkseid fu sconfitto, ma la forza oscura non dà respiro al miliardario.
- Altri interpreti: Callum Blue (Maggiore Zod).

## La profezia
- Titolo originale: Prophecy
- Diretto da: Mike Rohl
- Scritto da: Bryan Q. Miller e Anne Cofell Saunders

### Trama
Come da tradizione kryptoniana Clark chiede a Jor-El alla Fortezza, il permesso di sposare Lois; il padre trasferisce allora i poteri del figlio alla reporter per tutto il giorno. Oliver continua la ricerca dell'arco di Orione e si imbatte in Kara: la grotta dove la trova è ricoperta di iscrizioni scritte nella lingua di Darkseid, che preannunciano la fine del mondo per mano di questi; i due riescono a trovare la stanza segreta dove si trova l'arco ma Kara viene convocata alla Fortezza da Jor-El e Oliver viene raggiunto dalla Nonnina che distrugge l'arco di Orione e marchia Oliver con l'omega. Clark, Tess e Lois scoprono che Courtney veniva manovrata da Winslow Schott, il giocattolaio, capo della Marionette Ventures, un'associazione di supercriminali tra cui si possono riconoscere Metallo, Roulette e Dark archer insieme ad altri che somigliano a Black Manta, Capitan cold e Solomon Grundy. L'associazione sta tentando di prendere il controllo della falda acquifera di Metropolis: Lois incontra Schoot e, per salvare Clark, decide di farsi controllare dal Giocattolaio, che però le ordina di uccidere la "macchia". Lois attacca Clark ma questi riacquista i suoi poteri appena in tempo; successivamente si reca alla Fortezza e, dopo un confronto col padre, disattiva la struttura. Infine Oliver, ancora soggiogato da Darkseid, trova un frammento di kryptonite dorata mentre Lois dice a Clark di non poterlo sposare, avendo capito di renderlo vulnerabile e di sottrarlo al mondo, mentre Kara se ne va usando l'anello della Legione dopo che Jor-El le ha detto che la ragazza ha un destino diverso da quello di Clark.
- Altri interpreti: Laura Vandervoort (Kara Zor-El/Supergirl), Terence Stamp (voce di Jor-El), Chris Gauthier (Winslow Schott/Giocattolaio), Britt Irvin (Courtney Whitmore/Stargirl), Christine Willes ("Nonnina").

## Finale
- Diretto da: Kevin Fair (prima parte) e Greg Beeman (seconda parte)
- Scritto da: Al Septien e Turi Meyer (prima parte); Brian Peterson e Kelly Souders (seconda parte)

### Trama
Clark tenta in ogni modo di convincere Lois a non annullare il matrimonio, ma la reporter sembra molto titubante. La "Nonnina" tenta di convincere Tess ad abbracciare la forza oscura informandola dell'imminente apocalisse. Clark incontra Martha alla fattoria e i due hanno una discussione sull'atteggiamento del giovane Kent nei confronti del passato. Chloe consegna a Lois la promessa nuziale di Clark e la reporter decide definitivamente di sposarsi. Tess scopre che Oliver ha manomesso tutti i satelliti di Watchtower, ma usandone uno segreto riesce a vedere che un corpo celeste minaccia la Terra. Oliver si incontra con i tre profeti di Darkseid, che gli consegnano una fede di kryptonite dorata da dare a Clark. Tess viene rapita mentre Clark e Lois giungono all'altare: Chloe si accorge che la fede di Clark ha qualcosa di strano e successivamente questi riesce a liberare Oliver da Darkseid, per poi accorgersi dell'arrivo del corpo celeste.

Clark viene convinto da Martha e Jonathan a rivolgersi a Jor-El, mentre Tess si risveglia da Lionel, che le chiede il suo cuore per completare il clone perfetto di Lex; la donna riesce a fuggire e a ferire seriamente Lionel, che decide di dare la sua anima a Darkseid pur di far vivere Lex. Clark trova il cellulare di Tess: recatosi al castello trova Lex, col quale ha un confronto sul loro destino. Oliver sconfigge i tre profeti mentre Lois riesce a convincere lo stato maggiore ad affidarsi agli eroi anziché alle armi nucleari. Clark va alla fattoria per prendere il cristallo: Darkseid (nel corpo di Lionel) lo raggiunge, ma grazie all'ultima prova di Jor-El Clark impara a volare e sconfigge l'entità.
 
Tess trova Lex alla LuthorCorp: l'uomo la uccide ma la donna riesce a infettarlo con una tossina che gli cancellerà i ricordi, nel frattempo Clark torna alla Fortezza, dove si riappacifica con Jor-El e riceve da Jonathan il costume realizzato da Martha, per poi salvare Lois e il resto del mondo.

Sette anni dopo Chloe narra le sue gesta al figlio che ha avuto da Oliver, Perry White è il nuovo redattore capo del Planet, dove Lois e il fratello di Jimmy lavorano, Lex è diventato Presidente degli Stati Uniti d'America, mentre Clark, che organizza le nozze con Lois, è ormai diventato l'eroe di cui il mondo ha bisogno: Superman.
- Altri interpreti: Michael Rosenbaum (Lex Luthor), John Glover (Lionel Luthor/Darkseid), John Schneider (Jonathan Kent), Annette O'Toole (Martha Kent), Aaron Ashmore (James Bartholomew Olsen, detto Jimmy), Michael Daingerfield (Gordon Godfrey), Christine Willes (Nonnina), Steve Byers (Desaad), Terence Stamp (voce di Jor-El).